# Rezerwat przyrody Jasne
Rezerwat przyrody „Jasne” – jeden z trzech rezerwatów na terenie Parku Krajobrazowego Pojezierza Iławskiego. Utworzono go 1 lipca 1988 roku. Ochroną objęto jezioro Jasne (pow. 11,19 ha), jezioro Luba (pow. 2,42 ha), torfowiska oraz przylegające drzewostany, co daje łączną powierzchnię 106,30 ha.
Specyfiką tego rezerwatu jest istnienie obok siebie dwóch różnych ekosystemów. Wyjątkowo ubogie we florę i faunę jezioro Jasne (jezioro oligotroficzne) sąsiaduje z małym, bogatym w rośliny i zwierzęta jeziorkiem Luba (jezioro dystroficzne).

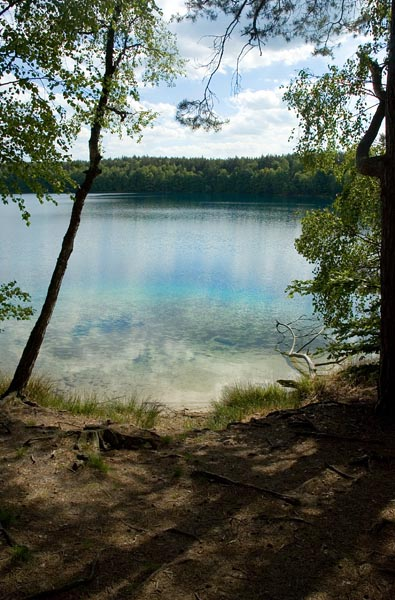
Jezioro Jasne

## Jezioro Jasne
Najbardziej znane licznej rzeszy turystów jest jezioro Jasne. To bezodpływowe jezioro o niespotykanie czystej i przeźroczystej wodzie (światło dociera na głębokość 14-15 m) jest najchętniej odwiedzanym miejscem na terenie parku. Na tafli jeziora można obserwować pływające gągoły.

## Jezioro Luba
Jezioro Luba jest miejscem bogatym we florę i faunę. Latem jest porośnięte licznymi liliami wodnymi. Na torfowiskach otaczających jezioro rosną m.in.:
- rosiczka okrągłolistna
- czermień błotna
- żurawina błotna
- mech torfowiec
- turzyce
- modrzewnica